# Cube (entreprise)
Pour les articles homonymes, voir Cube (homonymie).
Cube est une marque de vélo allemande fondée au début des années 1990.

## Modèles

### Vélo de route
- Litening Super HPC
- Litening HPC
- Litening Super HPT
- Litening HPT
- Agree GTC Race
- Agree GTC Pro
- Agree
- Streamer
- Attempt
- Peloton
- Aerial
- Axial WLS Pro
- Axial WLS Comp
- X-Race Pro
- X-Race Comp

### Triathlon
- Aerium HPC
- Aerium Race
- Aerium Pro

### VTC

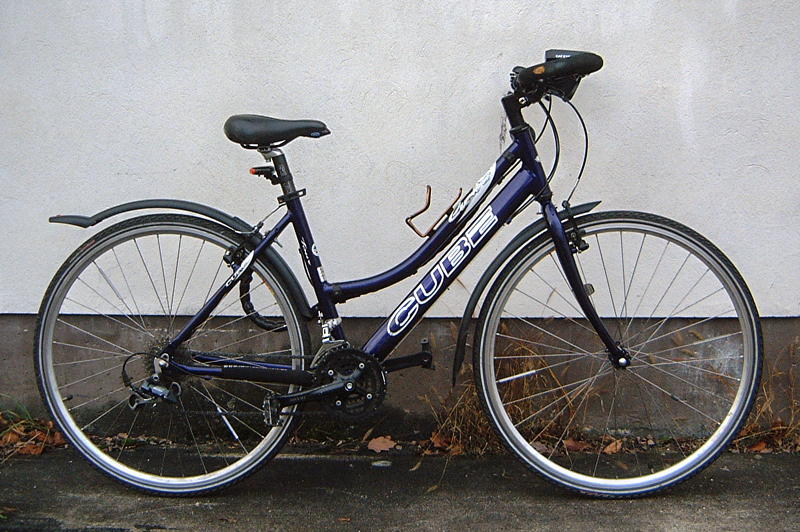
Un Acid curve

- SL Cross Race
- SL Cross Team
- SL Cross Pro
- SL Cross Comp
- Tonopah
- Cross
- Pure
- Nature
- Overland
- Curve
- LTD CLS Pro
- LTD CLS Comp
- Hooper
- Hyde

### Trekking
- Kathmandu
- Delhi
- Touring
- Travel
- Town
- Central SL
- Central Pro
- Central Comp

### VTT Tout suspendu
- Sting Super HPC
- Stereo WLS
- Stereo
- Fritzz
- AMS HPC
- AMS Pro
- AMS 125
- AMS Comp
- AMS WLS Pro
- AMS WLS Comp
- XMS

### VTT cross country
- Cube LTD Pro
- Cube LTD Race
- Cube Aim
- Cube Acid
- Cube Attention
- Cube Analog
- Cube Reaction

## Distribution
La commercialisation et la distribution de la marque Cube est assurée en France par la société Planet fun (Charente-maritime).